# Instytut Studiów Kobiecych
Instytut Studiów Kobiecych – stowarzyszenie istniejące od sierpnia 2011 roku, skupiające przedstawicieli środowiska akademickiego, związane z szeroko rozumianą sferą edukacyjną.

Inicjatywa powołania stowarzyszenia zawiązała się w połowie 2011 roku. Wśród założycieli stowarzyszenia należy wymienić m.in. historyka prof. Małgorzatę Dajnowicz, biologa dr Annę Snarską (wicedyrektorkę IV LO w Białymstoku), politologa i socjologa dr. Marcina Siedleckiego. Podczas kilku spotkań, w ramach dyskusji nad formułą stowarzyszenia, podjęto decyzję o głównych kierunkach działalności organizacji. Zainteresowania naukowe oraz działalność społeczna czy popularyzatorska inicjatorów przedsięwzięcia zadecydowały o przyjęciu głównych celów stowarzyszenia.

Członków i przyjaciół stowarzyszenia łączą zainteresowania (także badawcze interdyscyplinarne) tzw. kwestią kobiecą. W ramach działalności stowarzyszenia rozwijana jest również współpraca pomiędzy sferą nauki i edukacji a sferą praktyki, co sprzyja budowaniu więzi Instytutu Studiów Kobiecych z innymi organizacjami pozarządowymi, samorządem, instytucjami wspierającymi działania na rzecz upowszechniania problematyki kobiecej.

Instytut Studiów Kobiecych jest organizacją, która współpracując przede wszystkim ze środowiskiem naukowym z kraju i zagranicy podejmuje i upowszechnia badania naukowe nad tematyką kobiecą oraz realizuje projekty naukowe, edukacyjne oraz kulturalne o zasięgu regionalnym, krajowym i międzynarodowym. Inicjatywy Instytutu kierowane są do społeczności uniwersyteckiej oraz pozaakademickiej, zainteresowanej zwłaszcza szeroko rozumianą problematyką miejsca kobiet w społeczeństwie, zarówno w dziejach jak i współczesności.

Władze stowarzyszenia oraz członkowie organizacji związani są ze środowiskiem naukowym, głównie akademickim, także edukacyjnym oraz samorządowym. W szeregach założycieli organizacji znaleźli się pracownicy Uniwersytetu w Białymstoku, Wyższej Szkoły Finansów i Zarządzania w Białymstoku, Niepaństwowej Wyższej Szkoły Pedagogicznej w Białymstoku oraz IV Liceum Ogólnokształcącego w Białymstoku oraz doktoranci Uniwersytetu w Białymstoku (dawnego Wydziału Historyczno-Socjologicznego – obecnie Wydziału Historii i Stosunków Międzynarodowych i Wydziału Prawa). Stowarzyszenie w swojej dotychczasowej historii nie było organizacją masową. Ponad połowa obecnego składu organizacji związana jest formalnymi więzami z Instytutem Studiów Kobiecych od 2011 r., od początku funkcjonowania organizacji.

Szczególnie owocne przejawy działalności Instytutu są zauważalne od 2017 roku, od kiedy zaczęto organizować krajowe i międzynarodowe konferencje naukowe, brać udział w zagranicznych wizytach studyjnych, rozwijać własne wydawnictwo (Wydawnictwo Humanica) i periodyk naukowy („Czasopismo Naukowe Instytutu Studiów Kobiecych”). W 2019 zainicjowano powstanie Ośrodka Badań Historii Kobiet, skupiającego badaczy historii kobiet z całej Polski. Działalność Instytutu w obszarze badań naukowych historii kobiet wkomponowuje się w krajowy (i szerzej międzynarodowy) nurt wzmożonego zainteresowania tematyką kobiecą sensu largo, uzewnętrzniającą się m.in. skokowym wzrostem naukowych pozycji wydawniczych dotyczących dziejów kobiet.